# Kraftwerk Scherer
Das Kraftwerk Scherer (englisch Plant Scherer) ist ein Kohlekraftwerk bei Juliette im US-Bundesstaat Georgia. Es ist das größte reine Kohlekraftwerk der USA.
Das Kraftwerk Scherer wird mit Kohlezügen aus dem Powder River Basin versorgt.

## Blöcke
| Block | Leistung | Inbetriebnahme |
| ----- | -------- | -------------- |
| 1     | 880 MW   | 1982           |
| 2     | 880 MW   | 1982           |
| 3     | 880 MW   | 1982           |
| 4     | 880 MW   | 1982           |